# Wolfgang H. Berger
Wolfgang Helmut Berger (* 5. Oktober 1937 in Erlangen; † 6. August 2017) war ein deutsch-US-amerikanischer Ozeanograph, Geologe und Mikropaläontologe.
Berger machte 1961 seinen Vordiplom-Abschluss in Geologie an der Universität Erlangen und erhielt 1963 seinen Master-Abschluss an der University of Colorado Boulder. 1968 wurde er an der University of California, San Diego in Ozeanografie promoviert. 1968 bis 1970 forschte er an der Scripps Institution of Oceanography und 1970/71 war er Assistent am Geologischen Institut der Universität Kiel. Ab 1971 war er zunächst Assistant Professor und ab 1981 Professor an der Scripps Institution, an der er 1996/97 Interim Director war. 1997 wurde er Direktor des California Space Institute in San Diego. 1977 und 1980 war er Gastprofessor an der Universität Kiel und 1987 forschte er an der Universität Bremen, wo er bis 2006 Gastprofessor und Mitinitiator eines Sonderforschungsbereiches (SFB) zur Klima- und Umweltgeschichte des Südatlantiks war.
Er befasste sich insbesondere mit der Ökologie planktonischer Foraminiferen und der Rekonstruktion des Klimas und der marinen Umweltbedingungen im Känozoikum. Er gilt als Mitbegründer der Paläozeanografie.
2012 wurde er mit der Milutin Milankovic Medal der European Geosciences Union ausgezeichnet. 1998 erhielt er die Gustav-Steinmann-Medaille. 1989 erhielt er die Ewing Medal der American Geophysical Union. 1986 erhielt er den Humboldt-Forschungspreis, 1991 die Prinz Albert I. Medaille in Monaco und 1993 den Balzan-Preis. 1979 erhielt er die Bigelow Medal der Woods Hole Oceanographic Institution. Er war Fellow der American Association for the Advancement of Science. Seit 2001 war er auswärtiges Mitglied der Academia Europaea. 2011 wurde er Ehrendoktor der Universität Bremen.

## Schriften
- mit Eugen Seibold: The sea floor: an introduction to marine geology, Springer 1982, 3. Auflage 1996
- Ocean: reflections on a century of exploration, University of California Press 2009
- mit L. D. Labeyrie (Hrsg.): Abrupt climatic change: evidence and implications, Reidel, Kluwer 1987